# 楊永斌 (清朝)
楊永斌（1670年—1740年），字寿廷，号陆山，清朝云南昆明人。
康熙三十八年（1699年）中举人，历任临桂、阜平、平山知县。康熙末年，任大城知县，以捕拿不法宦官陈永忠而落职。雍正元年（1723年），复官。改任涿州知州。雍正三年（1725年），授贵州威宁府知府。协助鄂尔泰处置西南土司各部，颇有建树。擢升为贵东道，调粮驿道，署贵州按察使。雍正七年（1729年），迁湖南布政使。雍正九年（1731年），调广东布政使。雍正十年（1732年），担任广东巡抚，请免广东渔课、埠税、粤海关陋规。乾隆元年（1736年），兼署两广总督。乾隆二年（1737年），调湖北巡抚，兼署湖广总督。不久，调江苏巡抚，修筑江苏沿海塘坝，改土为石，开塘内河。乾隆三年（1738年），以老病乞休，召至京师，署礼部侍郎。改授吏部侍郎。乾隆四年（1739年），致仕。乾隆五年（1740年）去世。

## 外部來源
- 《清史稿》卷二百九十二 列传七十九